# باب المدينة (فلم)
باب المدينة فلم مغربي درامي صدر سنة 2005 للمخرج محمد الشريف الطريبق و إنتاج قناة دوزيم و من بطولة محمد نظيف و هدى الريحاني، الفيلم تدور أدواره في مدينة العرائش التي جعلها المخرج الشخصية الرئيسية بقصة أم تهاجر لفرنسا رفقة ابنها إدريس بعد نزاعها مع زوجها مصطفى المصور الفوتوغرافي، وبعد 30 سنة من هذه الأحداث يرى الابن صورة تجمعه بوالده بمدينة العرائش فيقرر العودة لهذه المدينة واضعا في نفسه الدفئ الاجتماعي وجيران الحي التي حكت له أمه عنهم لكنه سيفاجئ بتغييرات مفاجئة في هذه الحيثات، فأصبح حائرا بين الإستقرار في العرائش أو العودة لفرنسا.